# Xã Bonpas, Quận Richland, Illinois
Xã Bonpas (tiếng Anh: Bonpas Township) là một xã thuộc quận Richland, tiểu bang Illinois, Hoa Kỳ. Năm 2010, dân số của xã này là 390 người.